# Comunidad foral

Navarra es la única autonomía española con foralidad

Comunidad foral es la denominación que recibe Navarra desde 1982 como desarrollo de su particular régimen asimilado en muchos aspectos a los estatutos de autonomía de otras comunidades españolas, reflejan la singularidad de su régimen de autogobierno que, desde 1841 y basado en los derechos históricos, fueron reconocidos por la disposición adicional primera de la Constitución española de 1978. Esta disposición dice lo siguiente:

La Constitución ampara y respeta los derechos históricos de los territorios forales. La actualización general de dicho régimen foral se llevará a cabo, en su caso, en el marco de la Constitución y de los Estatutos de Autonomía.

Esta disposición matizaba, según recoge el asesor jurídico del Gobierno de Navarra, José Antonio Razquin Lizarraga, dos «rasgos o aspectos básicos (...), al mismo tiempo y de modo indisoluble, dos realidades o momentos: de un lado, el amparo y respeto de los regímenes forales de los territoritorios históricos; y, de otro, esa garantía opera dentro del marco constitucional, con la consiguiente actualización.»
En 1985, el Tribunal Constitucional, mediante la Sentencia TC 94/1985 (ST 94/1985) aclaraba que:

El concepto de derecho histórico empleado por la Disposición adicional primera de la Constitución y la LORAFNA apela, entre otras cosas, a un cierto contenido competencial que vendría siendo ejercido de forma continuada por la Institución Foral y reconocido por el Estado.

Esta puntualización deriva a resultas de una disputa por la inclusión del escudo de Navarra en el escudo oficial de la Comunidad Autónoma Vasca tras los intentos del Gobierno Vasco por desautorizar a la Diputación Foral de Navarra como órgano competente para la defensa de sus símbolos ya que, consideraba el Gobierno Vasco, era «Navarra en dicho momento sólo una provincia» que no estaba legitimida «para plantear un conflicto de competencia frente a una Comunidad Autónoma». Para el Tribunal Constitucional, aún cuando entonces Navarra no había promulgado la LORAFNA aún, su Diputación Foral ya era competente según la doctrina constitucional para defender en igualdad que una comunidad autónoma sus derechos históricos. Esta situación se daba gracias al reconocimiento del «carácter constitucional de los derechos históricos» que servían para justificar «la constitucionalidad de la previsión específica para Navarra contenida en la disposición transitoria quinta de la Ley Orgánica del Tribunal Constitucional» (LOTC). En dicha disposición, específica para el caso de Navarra, se reconocía «la legitimación para suscitar los conflictos previstos en el artículo segundo, uno, c), y para promover el recurso de inconstitucionalidad que el artículo treinta y dos [de la mencionanda LOTC] confiere a los órganos de las Comunidades Autónomas se entenderá conferida a la Diputación y al Parlamento Foral de Navarra.»
Actualmente los únicos territorios de España con régimen foral en vigor son las diputaciones forales de cada uno de los tres territorios históricos del País Vasco y Navarra.

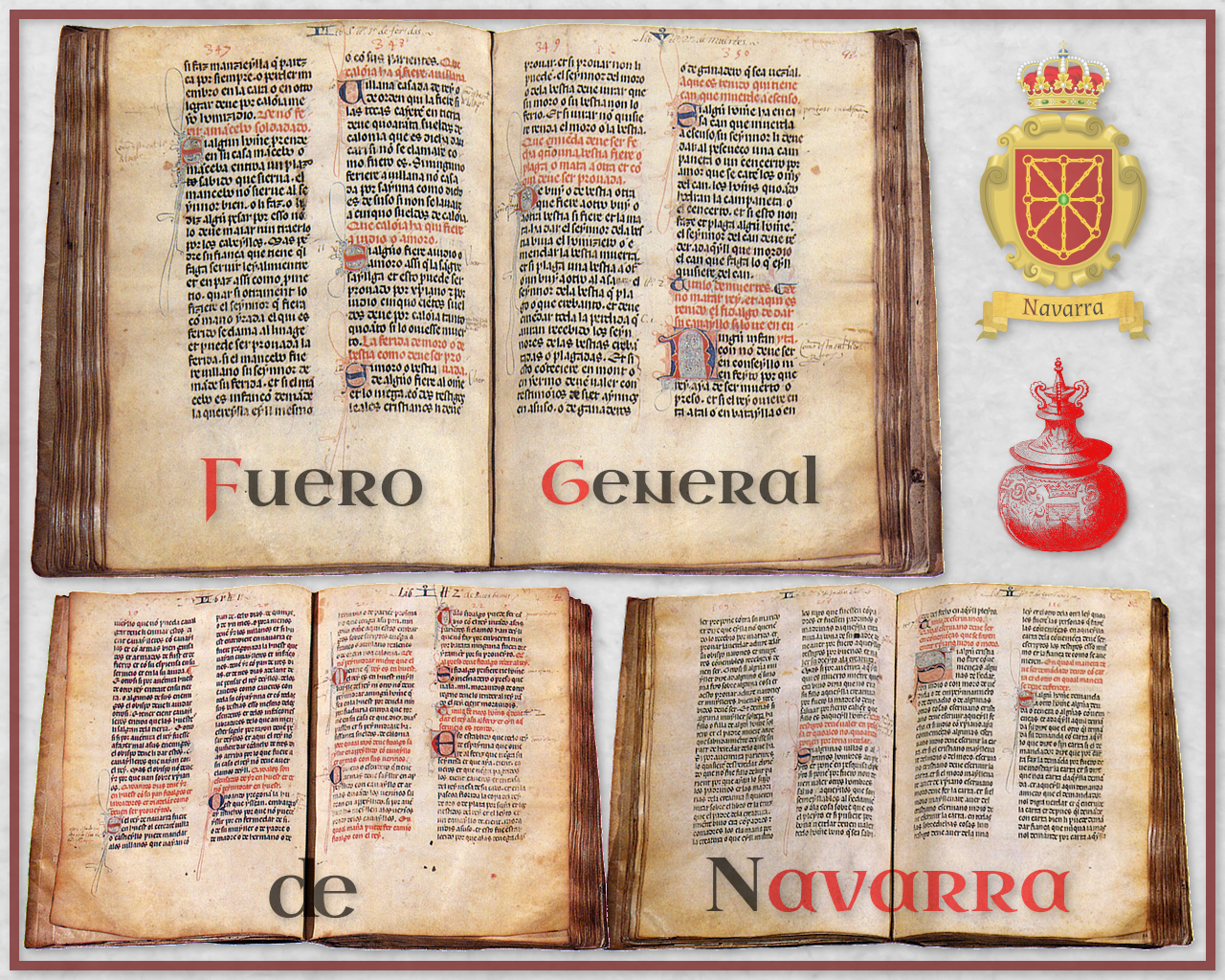
Fuero General de Navarra

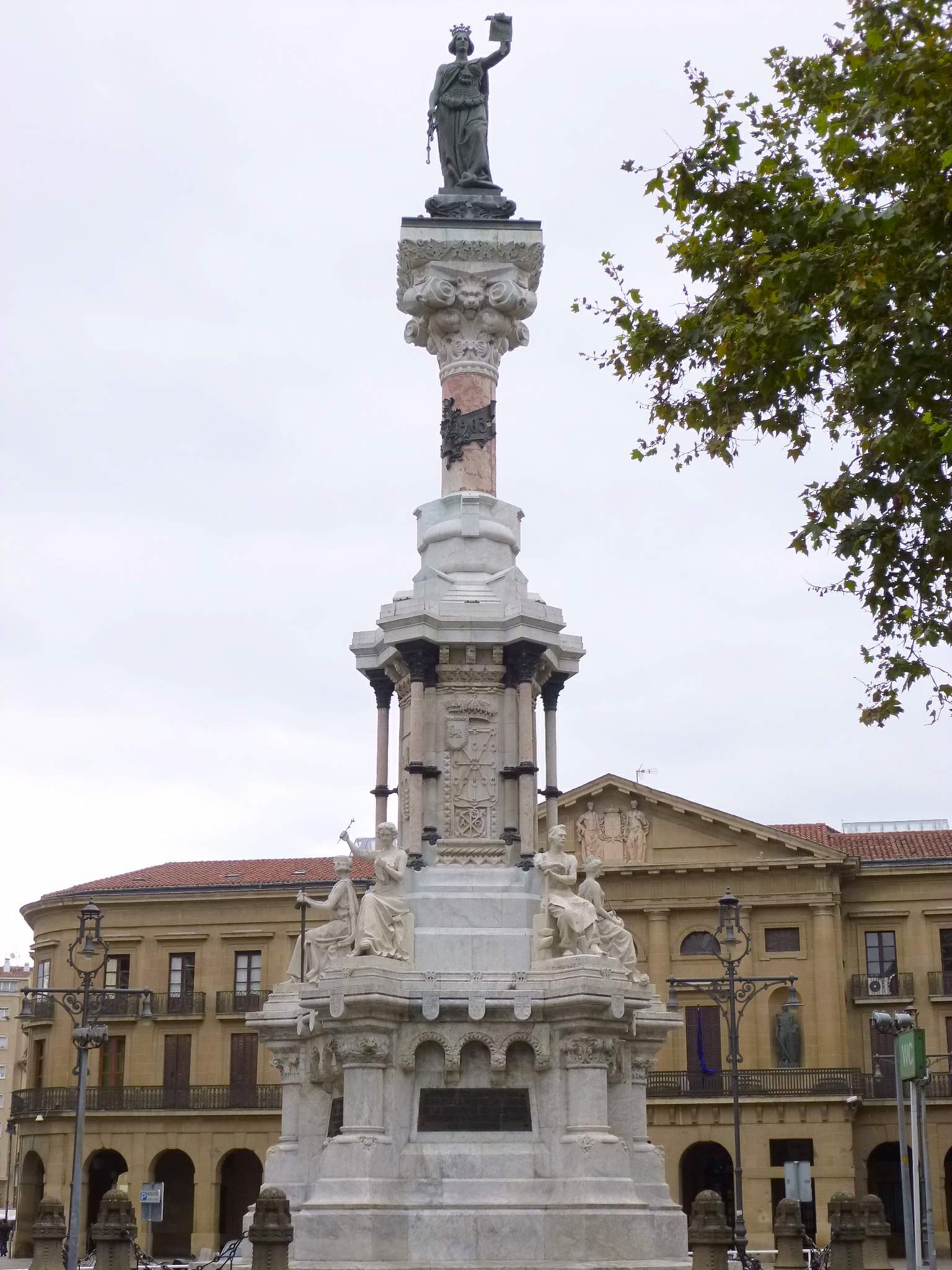
Monumento a los Fueros (Pamplona) levantado en 1903, tras la Gamazada, en defensa del pacto foral hecho por los navarros.

## Contexto histórico

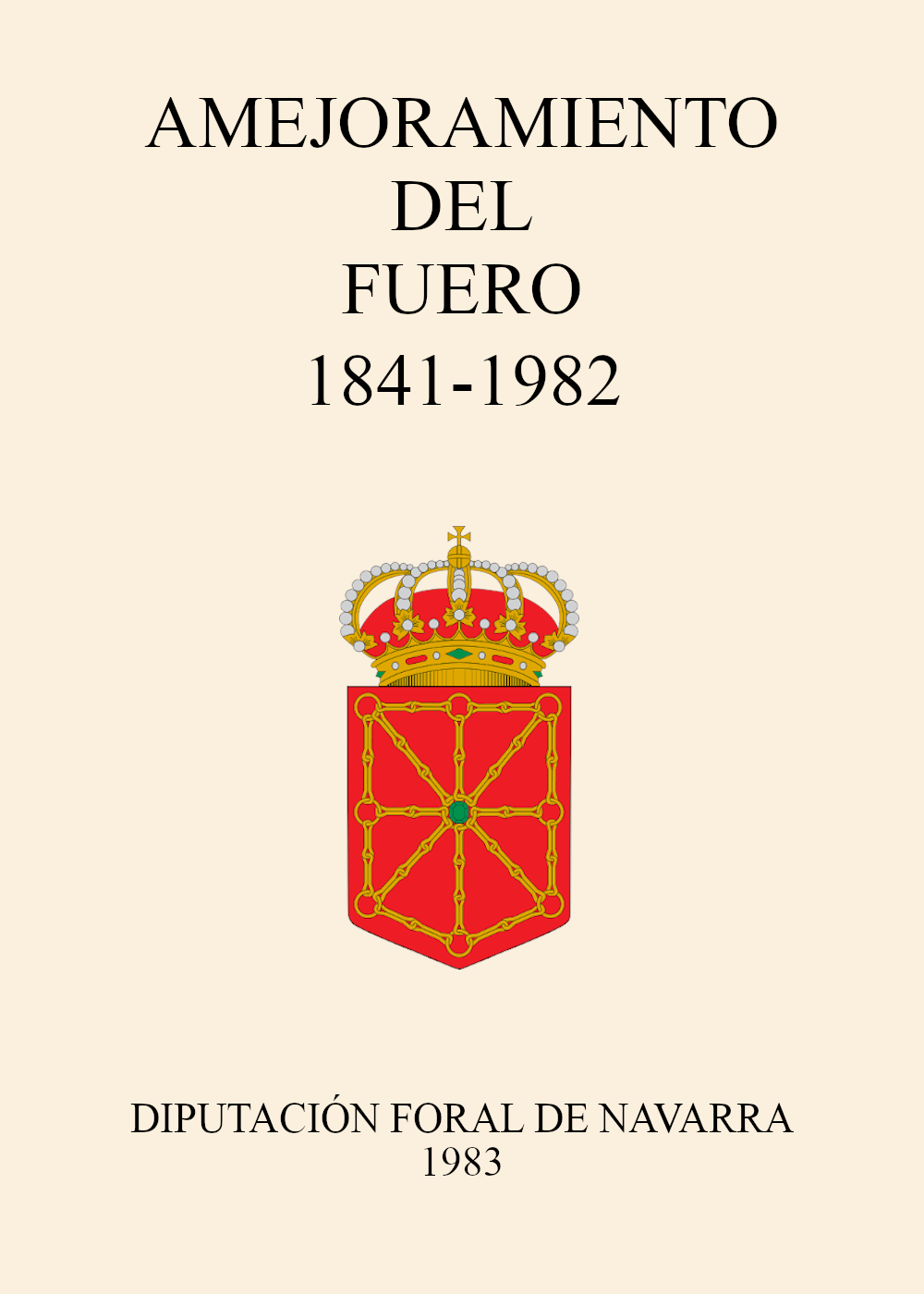
Portada de la LORAFNA (1982)

El término fuero deriva del latín forum, plaza principal en una ciudad romana donde se celebraban los juicios y se debatían asuntos públicos. Con tales juicios se aplicaban las leyes «y por eso, hoy en día, fuero es sinónimo de ley, norma o derecho.» Es decir, en Navarra equivale decir fueros a decir leyes. Y los fueros en Navarra «son fruto del pacto entre Navarra y quien, en cada momento, ejerciera el poder supremo o soberano, es decir, el rey o el Estado.»
Durante la Edad Media «el Reino de Navarra se estructuró como una monarquía pactada. El rey pactaba con la representación de los navarros y sólo era reconocido como rey si se sometía previamente a los usos, costumbres, fueros y leyes del Reino. Estos principios constitucionales –que estaban recogidos en el Fuero General, escrito entre los siglos XIII y XIV– fueron jurados y guardados por los rey es de Navarra hasta el año 1841.»
En el siglo XIX, tras la primera guerra carlista y el Convenio de Vergara, «se negoció y promulgó la Ley Paccionada, un nuevo pacto o convenio por el que Navarra cedió su condición de Reino a cambio de una amplia autonomía, fundamentalmente administrativa, dentro de España. A su vez, el nuevo Estado se autolimitaba al reconocer la personalidad jurídica de Navarra y el principio de que sólo mediante acuerdo con Navarra podían introducirse modificaciones legislativas en su régimen.» Esta situación se prolongó en el tiempo y, aún con algunas vacilaciones (como ocurrió con la Gamazada) «todos los gobiernos españoles han reconocido el carácter paccionado del régimen foral navarro.»

## Diferencia entre la LORAFNA y los estatutos autonómicos
La Ley de Reintegración y Amejoramiento del Fuero de Navarra (LORAFNA), ley orgánica 13/1982, de 10 de agosto, publicada en el BOE n.º 195 (16 de agosto de 1982) y en el BON del 3 de septiembre de 1982, a diferencia de los estatutos autonómicos, introduce un Preámbulo con una exposicón de motivos explicando por qué en 1978 «ya disfrutaba de sus derechos forales propios en pleno ejercicio y legalidad, aunque limitados en el derecho público y privado; y, en consecuencia, la Ley Orgánica que los desarrolla, enriquece y mejora, hace constar el modo en el que Navarra se incorpora en el nuevo ordenamiento constitucional como Comunidad Foral y no como Comunidad Autónoma de nuevo cuño.»
Como afirmaba una de las figuras intervinientes en el proceso de negociación del Amejoramiento,el diputado foral de UCD, Pedro Sánchez de Muniáin Corera: «Los Fueros son un continuum histórico que acompaña al Reino de Navarra desde sus orígenes hasta nuestros días.» De entre el conjunto de comunidades españolas, «solamente Navarra puede presentar este “continuum” histórico.» Por esta circunstancia, cuando se negocia «el Amejoramiento de 1982 fue recoger en dicho pacto, y con toda claridad, la naturaleza preconstitucional de nuestro Régimen Foral.» Esta circunstancia se recoge en su artículo primero:

Navarra constituye una Comunidad Foral con régimen e instituciones propias, indivisible integrada en la Nación española y solidaria con todos sus pueblos.
LORAFNA, 1982, art. 1

En el resto de estatutos autonómicos cada comunidad autónoma "se constituye" al amparo de la Constitución de 1978, mientras que en esta comunidad foral se remarca sus antecedentes cuando dice "constituye" transmitiendo una continuidad, pero dentro del marco de "la Nación española" y mostrándose "solidaria con todos sus pueblos".

## Diferencia entre la foralidad en Navarra y en el País Vasco
La denominación de «comunidad foral» se aplica únicamente a Navarra. Si bien el País Vasco también posee un sistema foral propio, este se aplica a cada una de las tres provincias vascas por separado (Álava, Vizcaya y Guipúzcoa), pero no a la autonomía de Euskadi en su conjunto. Por este motivo, aunque los gobiernos de las distintas provincias tienen el nombre de «diputaciones forales» (Diputación Foral de Álava, Diputación Foral de Vizcaya y Diputación Foral de Guipúzcoa), el País Vasco no se denomina «comunidad foral», sino «comunidad autónoma». En el caso de Navarra, la Diputación Foral de Navarra, dando continuidad a su régimen de gobierno, se transformó en 1984 en el Gobierno de Navarra, y adoptó así la denominación de «Comunidad Foral de Navarra».

## La foralidad navarra y vasca en la España de las autonomías
Tras la restauración democrática, la Constitución Española dotó de autonomía a las comunidades que formaban la unidad constitucional. Así se hizo con las provincias vascas de Vizcaya y Guipúzcoa, que perdieron sus fueros tras la guerra civil española, por ser consideradas provincias traidoras al régimen. En el caso de Álava, esta provincia mantuvo sus fueros durante el franquismo, por lo que el estatus de foralidad simplemente fue reafirmado.
En cambio, en el caso de Navarra no fue necesario dotarle de esa autonomía porque ya la tenía en virtud de la citada legislación de 1841, cuando dejó de ser un reino para convertirse en una Diputación Foral dentro del Reino de España. Como ha señalado el propio Tribunal Constitucional, se constituyó en una comunidad foral con régimen, autonomía e instituciones propias, de acuerdo con los rasgos propios del régimen foral navarro. Este acceso a la autonomía al margen de las determinaciones del Título VIII de la Constitución, se amparaba plenamente en la Disposición Adicional primera. Esto lo confirmaría el propio artículo 2.1 de la Ley 13/1982, de amejoramento del Régimen Foral de Navarra.

Los Derechos originarios e históricos de la Comunidad Foral de Navarra serán respetados y amparados por los poderes públicos con arreglo a la ley de 25 de octubre de 1839, a la ley paccionada de 16 de agosto de 1841 y disposiciones complementarias, a la presente ley orgánica y a la Constitución, de conformidad con lo previsto en el párrafo primero de su disposición adicional primera

Las sentencias del Tribunal Constitucional 16/1984, de 6 de febrero y 104/1990, de 20 de septiembre, hacen referencia a la vía peculiar de acceso al régimen autonómico navarro, precisamente amparándose en la disposición que se está analizando."

## Efectos de la foralidad
La denominación como «foral» reviste características especiales más allá de las puramente nominativas, siendo el derecho más destacable el que permite tanto a Navarra, por un lado, como a Álava, Vizcaya y Guipúzcoa, por el otro, la gestión de sus propios impuestos, mediante el sistema del convenio económico (en el caso Navarra) y el concierto económico (en el caso las diputaciones vascas a través del gobierno autónomo). Con este sistema, tanto Navarra como el País Vasco no están incluidas en el sistema de financiación autonómica español, aunque «exige un ejercicio de rigor, responsabilidad fiscal y solidaridad con el Estado.»
En el caso de Navarra, la denominación de «foral» hace que dicha comunidad sea la única de España que carece de Estatuto de Autonomía, ya que la institucionalización de la Comunidad Foral de Navarra se realizó mediante la Ley Orgánica de Reintegración y Amejoramiento del Régimen Foral de Navarra de 1982, que implicaba una vuelta al estatus de 1841 y la pervivencia de sus seculares fueros.